# Preživari
Preživari (лат. Ruminantia) su podred sisara iz reda papkara koji vare biljnu hranu tako što je najpre progutaju i omekšaju u prednjem delu želuca, nakon čega povrate nedovoljno svarenu masu nazad u usta i ponovo je žvaću. Proces ponovljenog žvakanja radi dodatnog usitnjavanja hrane se naziva preživanje.
Otprilike 200 vrsta preživara uključuje domaće i divlje vrste. Preživački sisari uključuju goveda, sva domaća i divlja goveda, koze, ovce, žirafe, jelene, gazele i antilope. Takođe je sugerisano da su se notoungulati takođe oslanjali na ruminaciju, za razliku od drugih atlantogenata koji se oslanjaju na tipičniju fermentaciju zadnjeg creva, iako to nije sasvim sigurno.

## Sistem organa za varenje
Želudac preživara se sastoji od četiri komore: burag, mrežavac, listavac i sirište. U buragu i sirištu preživara nalaze se milioni mikroorganizama (bakterije, protozoe i gljivice) koji pomažu pri varenju hrane. U ustima se žvakanjem vrši usitnjavanje delova hrane, čime se povećava površina na koju će dalje delovati mikroorganizmi i njihovi enzimi. Prilikom žvakanja dolazi do lučenja pljuvačnih žlezda koje produkuju veliku količinu pljuvačke. U zavisnosti od ishrane, veći preživari proizvode od 40 do 150 litara pljuvačke na dan.
Iz usta hrana putem jednjaka dolazi do buraga i mrežavca gde dolazi do formiranja dva sloja materijala. Sloj krupnijeg materijala se sabija i periodičnim kontrakcijama buraga vraća u usnu duplju na preživanje nakon čega se ponovo guta. Sloj usitnjenog materijala prolazi kroz proces mikrobiološke fermentacije kojom se vlakna, posebno celuloza i hemiceluloza razlažu na masne kiseline koje su primarni izvor energije za preživare. U buragu nastaje velika količina gasova, među kojima i visokoenergetski metan. Burag i mrežavac su u osnovi jedan deo, ali sa različitim funkcijama. Mrežavac određuje da li sadržaj treba da bude vraćen na preživanje ili gurnut u listavac.
Listavac je karakterističan po velikom broju listastih režnjeva, koji obezbeđuju veliku apsorpcionu površinu (oko 4 do 5 m²). U njemu se vrši apsorpcija vode, masnih kiselina, fosfora i natrijuma. Sirište je žlezdani deo želuca. U njemu dolazi do sekrecije hlorovodonične kiseline i enzima koji služe za varenje proteina i ugljenih hidrata.
Iz želuca delimično svarena hrana dolazi do tankog creva, gde se meša sa žuči, pankreasnim sokom i crevnim sokom. Dolazi do varenja preostalih ugljenih hidrata, proteina i masti, kao i do apsorpcije istih, zajedno sa mineralnim materijama. Nakon tankog, hrana prelazi u debelo crevo, gde se vrši resorpcija vode i formiranje izmeta.

## Taksonomija i evolucija
Hofmann i Stjuart su podelili preživare u tri glavne kategorije na osnovu njihove vrste hrane i navika u ishrani: birače koncentrata, srednje vrste i one koji jedu travu/grubu hranu, uz pretpostavku da navike u ishrani kod preživara izazivaju morfološke razlike u njihovim digestivnim sistemima, uključujući pljuvačne žlezde, veličina buraga i papile buraga. Međutim, Vudal je otkrio da postoji mali stepen korelacije između sadržaja vlakana u ishrani preživara i morfoloških karakteristika, što znači da kategoričke podele preživara od strane Hofmana i Stjuarta zahtevaju dalja istraživanja.
Takođe, neki sisari su pseudoruminatori, koji imaju želudac sa tri dela umesto četiri kao preživari. Hippopotamidae (koji se sastoji od nilskih konja) su dobro poznati primeri. Pseudopreživari, kao i tradicionalni preživari, su fermentori prednjeg creva i većina preživara ili žvaće povraćenu hranu. Međutim, njihova anatomija i način varenja značajno se razlikuju od anatomije preživara sa četiri komore.
Monogastrični biljojedi, kao što su nosorozi, konji, zamorci i kunići, nisu preživari, jer imaju jednostavan jednokomorni stomak. Ovi fermentatori zadnjeg creva vare celulozu u uvećanom cekumu. Kod manjih fermentatora zadnjeg creva reda Lagomorpha (zečevi, kunići i pike), cekotropi koji se formiraju u slepom crevu prolaze kroz debelo crevo i zatim se ponovo gutaju kako bi se omogućila još jedna prilika da apsorbuju hranljive materije.

### Filogenija
je celokupni kladus definisanih artiodaktila, prema Spoldingu i saradnicima, koji je opisuju kao „Ruminantia plus svi izumrli taksoni koji su bliže povezani sa postojećim članovima Ruminantia nego sa bilo kojom drugom živom vrstom.” Spolding je grupisao neke rodove familije Anthracotheriidae unutar Ruminantiamorpha (mada ne u Ruminantia), dok je druge stavio u sestrinsku kladus, Cetancodontamorpha.
Tragulidae su bazalna familija u Ruminantia. Predački kariotip Ruminantia je 2n = 48, slično papkarima.
Položaj Ruminantia unutar Artiodactyla može se predstaviti na sledećem kladogramu:
|  | Tragulidae |
|  |            |
|  | Pecora     |
|  |            |

|  | Hippopotamidae   |
|  |                  |
|  | Cetacea (kitovi) |
|  |                  |

|  | Tragulidae |
|  |            |
|  | Pecora     |
|  |            |

|  | Hippopotamidae   |
|  |                  |
|  | Cetacea (kitovi) |
|  |                  |

|  | Tragulidae |
|  |            |
|  | Pecora     |
|  |            |

|  | Hippopotamidae   |
|  |                  |
|  | Cetacea (kitovi) |
|  |                  |

|  | Tragulidae |
|  |            |
|  | Pecora     |
|  |            |

|  | Hippopotamidae   |
|  |                  |
|  | Cetacea (kitovi) |
|  |                  |

|  | Tragulidae |
|  |            |
|  | Pecora     |
|  |            |

|  | Hippopotamidae   |
|  |                  |
|  | Cetacea (kitovi) |
|  |                  |

|  | Tragulidae |
|  |            |
|  | Pecora     |
|  |            |

|  | Hippopotamidae   |
|  |                  |
|  | Cetacea (kitovi) |
|  |                  |

|  | Tragulidae |
|  |            |
|  | Pecora     |
|  |            |

|  | Hippopotamidae   |
|  |                  |
|  | Cetacea (kitovi) |
|  |                  |

|  | Tragulidae |
|  |            |
|  | Pecora     |
|  |            |

|  | Hippopotamidae   |
|  |                  |
|  | Cetacea (kitovi) |
|  |                  |

## Sistematika
Podred Preživari (Ruminantia):
- Infrared Tragulina (parafiletski infrared)[19]
  - Porodica  †
  - Porodica  †
  - Porodica  †
  - Porodica  †[12]
  - Porodica 
  - Porodica  †
  - Porodica  †
- Infrared [20][21][22]
  - Porodica 
  - Porodica  †
  - Porodica  †
  - Porodica  †
  - Porodica  †
  - Porodica 
  - Porodica 
  - Porodica  †[12]
  - Porodica 
  - Porodica

Prema nekim izvorima podredu Ruminantia ne pripadaju sve vrste koje preživaju. Vrste podreda Tylopoda (koje pripadaju rodu kamila i porodici Hippopotamidae) su klasifikovane kao pseudopreživari. U slučaju nekih drugih krupnih životinja koje pasu npr. konja i kengura, do razgradnje hrane procesom fermentacije dolazi u debelom crevu, do čega je došlo prilagođavanjem ishrani velikom količinom hrane niskog kvaliteta.

## Literatura
- Spaulding, Michelle; O'Leary, Maureen A.; Gatesy, John (2009). „Relationships of Cetacea (Artiodactyla) among mammals: increased taxon sampling alters interpretations of key fossils and character evolution”. PLOS ONE. 4 (9): e7062. Bibcode:2009PLoSO...4.7062S. PMC 2740860 . PMID 19774069. doi:10.1371/journal.pone.0007062 .

## Spoljašnje veze
- „Ruminantia”.  (на језику: енглески) (11 изд.). 1911.